# Sant’Antonio di Padova (Mailand)

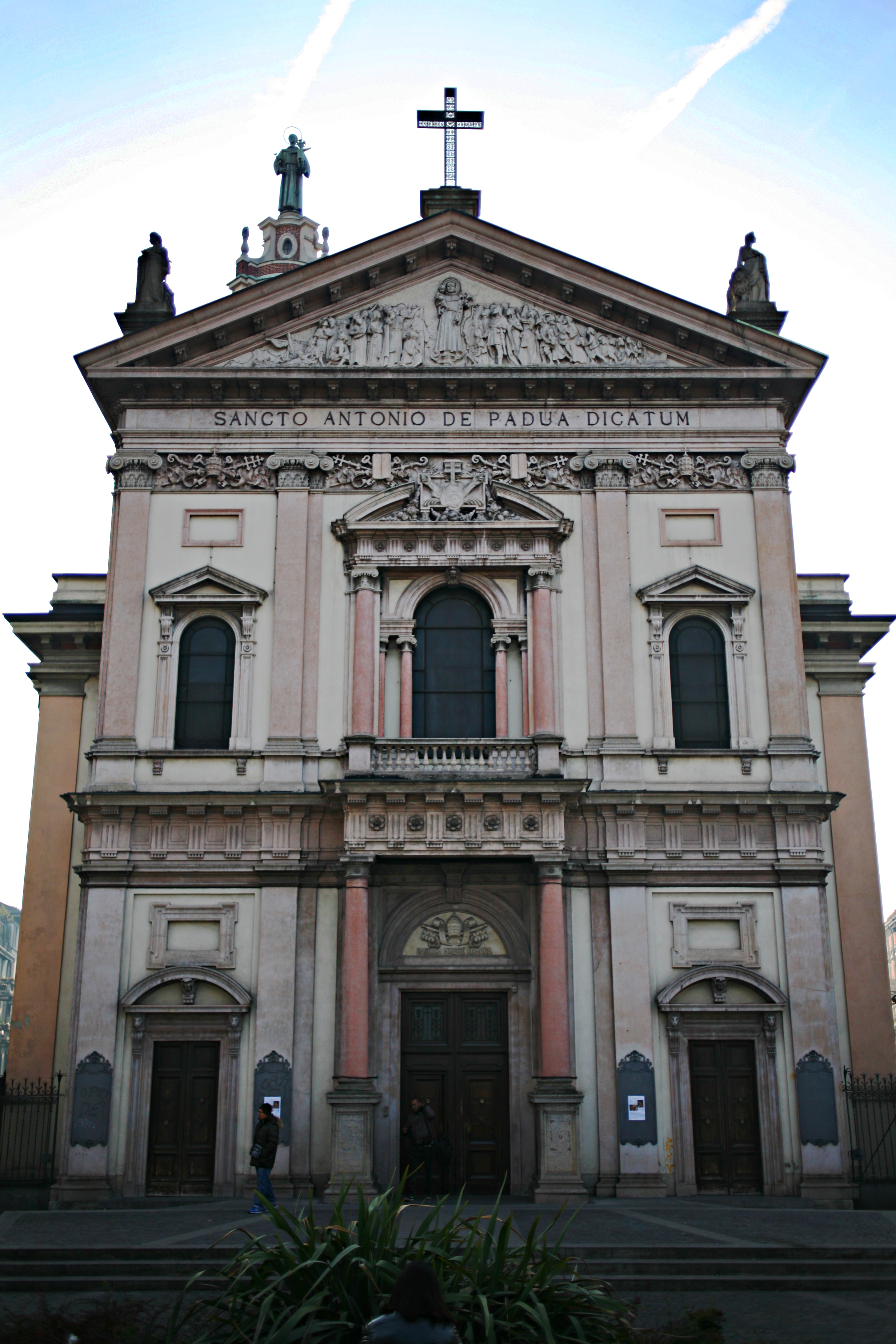
S. Antonio di Padova in Mailand

Die Kirche Sant’Antonio di Padova (italienisch Basilica Sant’Antonio di Padova) ist eine römisch-katholische Kirche in Mailand, Italien. Die von den Franziskanern  betreute Pfarrkirche des Erzbistums Mailand ist Antonius von Padua gewidmet und trägt den Titel einer Basilica minor. Die Kirche wurde Anfang des 20. Jahrhunderts im Stil des Eklektizismus erbaut und liegt an der Via Carlo Farini, nicht weit vom Cimitero Monumentale und dem Bahnhof Milano Porta Garibaldi.

## Geschichte
Im Jahr 1870 wurde das von den Franziskanern geführte Hospiz des Heiligen Landes kurz vor der Porta Tenaglia errichtet, mit dem angrenzenden Kloster und der der Unbefleckten Empfängnis gewidmeten Kapelle, die zwischen 1875 und 1876 errichtet wurde. Im Jahre 1898 wurde das Kloster, das inzwischen zu einem regulären Konvent und zum Sitz des Noviziats geworden war, auch die Provinzkurie der Franziskanerprovinz (eine Funktion, die es bis 1954 innehatte), und es wurde beschlossen, eine neue und größere Kirche zu bauen.
Das Projekt des Sakralbaus wurde dem Mailänder Architekten Paolo Cesa Bianchi anvertraut, und der Bau dauerte von 1902 bis 1904. Zwischen 1932 und 1927 wurde die Kirche durch den Bau der Seitenschiffe und Seitenkapellen sowie des Glockenturms nach einem Entwurf von Ugo Zanchetta erweitert. Die Kirche wurde am 18. Juli 1937 von Papst Pius XI. in den Rang einer Basilica minor erhoben und am 5. Februar 1957 durch Erzbischofs Giovanni Battista Montini zum Pfarrsitz bestimmt. 1971 wurde der Chor durch den Einbau des neuen Hochaltars und des von Giovanni Muzio entworfenen Ambo stark verändert. Derselbe Architekt hatte 1965 das neue Oratorium entworfen, das dem Kloster angegliedert ist. Die Kirche wurde zwischen 1995 und 2001 restauriert.

## Architektur
Die Fassade der Kirche ist im neobarocken Stil gehalten, inspiriert von Kirchen des 18. und 19. Jahrhunderts in Mailand. Die Fassade ist in zwei Bänder unterteilt, die von einem hohen, mit Metopen und Triglyphen verzierten Gesims überlagert werden. Im unteren Bereich befinden sich die drei Portale mit Holztüren; während die beiden seitlichen Portale von einem halbkreisförmige Tympanon überragt werden, ist das mittlere stattdessen von einer Lünette mit einem Basrelief überspannt, die Tiara und Schlüssel darstellt und die Inschrift „Basilica Minore Romana“ trägt. Dem Portal geht ein kleines vorstehendes Portal voraus, das von zwei toskanischen Säulen aus rotem Marmor getragen und von einer Balustrade gekrönt wird. Die obere Ordnung hat drei einbogige Fenster mit Rundbogen, wobei das mittlere in ein venezianisches Fenster eingefügt ist. Die Fassade endet mit einem im Basrelief geschnitzten Giebel, der in der Mitte den heiligen Antonius von Padua mit dem Kind zeigt. Auf einer Straßeninsel vor der Kirche steht ein Brunnen von 1932 mit einer weiteren Antoniusfigur.
An der linken Seite der Kirche steht der 55 Meter hohe Glockenturm. Es ist im Jugendstil gehalten, mit einer Wandfläche aus roten Ziegelsteinen im Wechsel mit hellem Putz und ist mit dem Wappen des Ordens der Franziskaner dekoriert. Der runde Glockenturm steht auf einem quadratischen Sockel und beherbergt fünf Glocken in C3-Dur abnehmend. Auf der Spitze steht eine gusseiserne Antoniusstatue mit dem Kind.

## Ausstattung

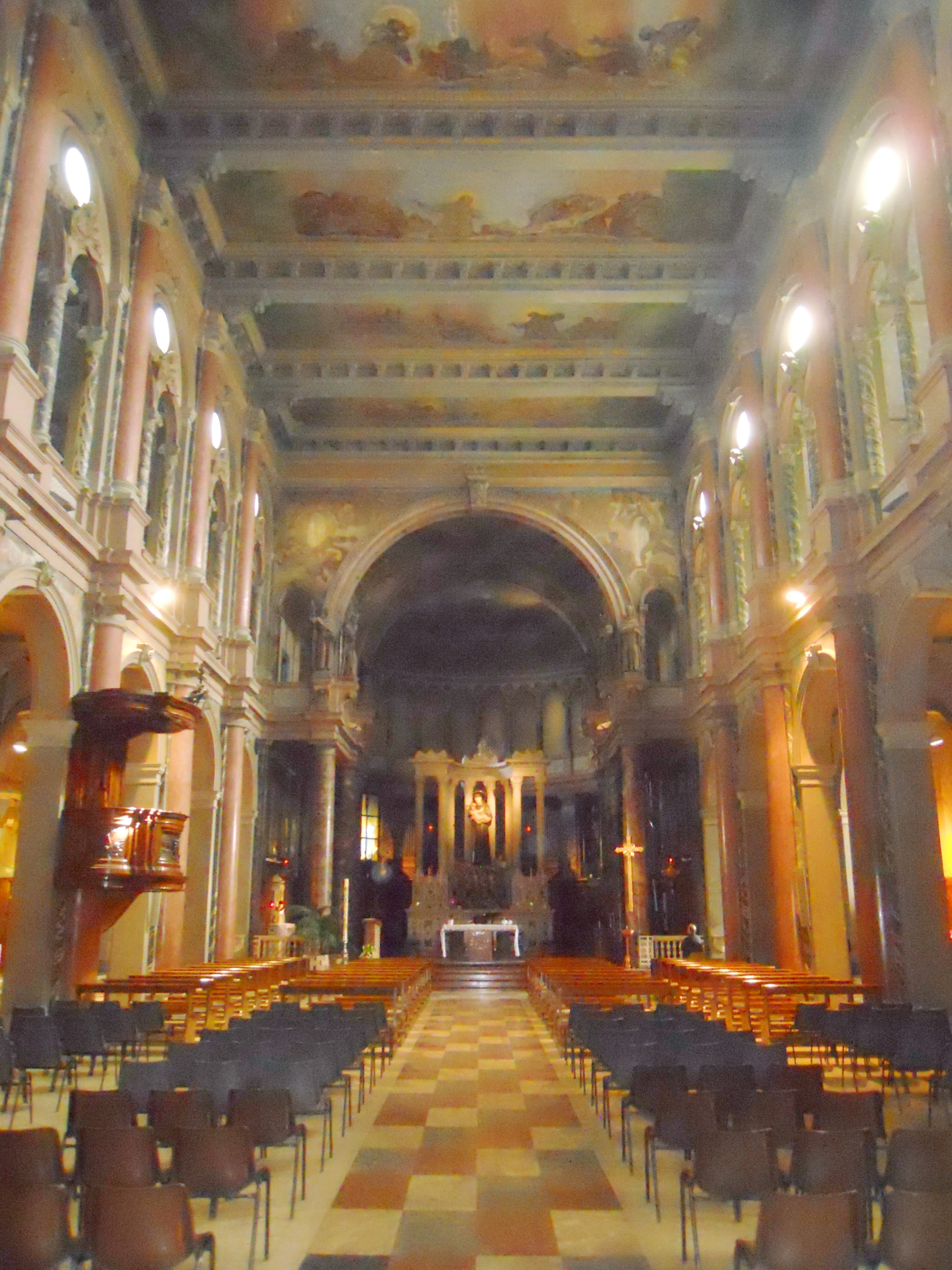
Innenraum

Das Innere der Kirche ist in einem besonderen eklektischen Stil gehalten, inspiriert vom Klassizismus mit Elementen der Neorenaissance und des Neobarock.
Das dreischiffige Bauwerk führt ohne Querhaus zu einer tiefen halbrunden Apsis. Das Kirchenschiff ist mit einer flachen Decke bedeckt, die mit Szenen aus dem Leben des hl. Antonius von Attilio Andreoli bemalt ist, sie ist durch von Halbsäulen getragene Balken in acht Joche unterteilt und von den Seitenschiffen durch Rundbögen getrennt, die auf Pfeilern ruhen. Oberhalb der Seitenschiffe befindet sich eine Empore mit Blick auf das Mittelschiff mit Fenstern mit Sprossen mit zusammengesetzten Säulen. Zwischen der fünften und sechsten Spannweite des Kirchenschiffs befindet sich auf der linken Seite eine geschnitzte Holzkanzel.
Entlang der beiden Seitenschiffe befinden sich auf Höhe des 5. bis 7. Jochs jeweils drei Kapellen. Die Kapellen rechts vom Eingang sind dem hl. Josef, dem hl. Franz von Assisi und dem Heiligsten Herzen Jesu gewidmet; die Kapellen links dagegen dem gekreuzigten Jesus, der hl. Klara von Assisi und der Muttergottes. Am Fuße des Altars der dem Heiligen Antonius gewidmeten Kapelle liegen die verehrten sterblichen Überreste der Bischöfe von Mogadischu Bernardino Bigi, Fulgenzio Lazzati und Pietro Salvatore Colombo, der am 9. Juli 1989 während eines Gottesdienstes in der Kathedrale von Mogadischu von Islamisten getötet wurde.
Das Kirchenschiff schließt mit der Apsis, der ein Unterbogen mit Gewölbe vorausgeht, der von zwei kleinen Loggien mit Rundbögen getragen wird, die mit Statuen von acht Franziskanerheiligen verziert sind und von toskanischen Säulen gestützt werden. Darunter befindet sich der Chor, der um einige Stufen erhöht ist und in der Mitte, hinter dem modernen Hochaltar (der 1971 nach einem Entwurf von Giovanni Muzio errichtet wurde), im Inneren einer klassizistischen Marmorädikula eine polychrome Statue, die den heiligen Antonius von Padua mit dem Jesuskind darstellt. Die halbrunde Apsis beherbergt das hölzerne Chorgestühl der Brüder, über dem sich die Orgel befindet; das Apsisgewölbe ist mit Fresken zur Ehre des heiligen Antonius geschmückt.
Hinter dem Hochaltar wurde 1955 durch Mascioni Orgelbau in einer Nische in der Rückwand der Apsis die Orgel opus 718 installiert. Das Instrument mit elektro-pneumatischer Traktur verfügt über 36 Register. Der fahrbare Spieltisch im Chorraum verfügt über drei Manuale mit je 61 Tasten und ein konkav-radiales Pedal mit 32 Tasten.